# Dugong dugon
Il dugongo (Dugong dugon _Müller, 1776) è un mammifero dell'ordine Sirenia;  è l'unica attuale specie del genere Dugong Lacépède, 1799 e della famiglia Dugongidae Gray, 1821.
È un parente relativamente prossimo del lamantino, da cui si differenzia soprattutto per la forma biforcuta della coda.

## Descrizione
Il dugongo è un animale acquatico di grossa mole e di colore grigio-biancastro che può raggiungere e talvolta superare anche i 3metri di lunghezza, per un peso generalmente compreso tra 250 e 900 kg.
La femmina risulta spesso leggermente più lunga e pesante del maschio, ma non abbastanza da poter parlare di dimorfismo sessuale.

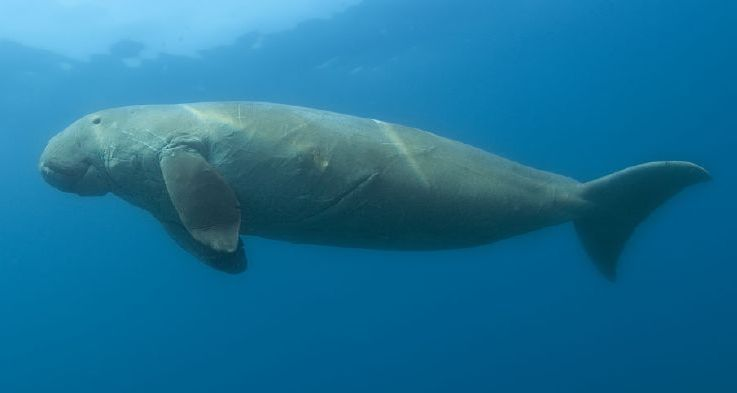
Dugongo

Il dugongo ha una struttura fisica tozza e compatta che gli ha fatto guadagnare il popolare soprannome di "mucca di mare"; in questo sirenio, infatti, una pinna caudale orizzontale divisa in due lobi, simile a quella dei cetacei, si associa ad un corpo estremamente massiccio provvisto di due ghiandole mammarie toraciche e di due grosse pinne anteriori appiattite, a forma di spatola.
Queste ultime hanno una doppia funzione: esse servono sia da mezzo di propulsione per la locomozione, sia all'animale per girare. Anche la testa ha una forma insolita, caratterizzata da minuscoli occhi ed 'orecchie' e da un grosso paio di spesse "labbra"; mentre i primi sono però fattori propri di molti mammiferi marini (si pensi alla balena o all'orca), il secondo è posseduto solo da questa specie, ed è dovuto alla sua particolare dieta.
La sua pelle è, al pari degli altri sirenii, usata principalmente come accumulatore di materia grassa, risorsa che torna utile durante l'inverno come protezione termica dalle basse temperature. Essa è inoltre estremamente resistente e dotata di Buone capacità rigenerative:una profonda ferita inflitta da una rete da pesca d'alto mare può guarire infatti anche in un solo giorno. La pelle è inoltre ricoperta da piccoli peli sparsi che potrebbero avere una funzione sensoriale, altra caratteristica comune nei sirenii.
Nonostante la sua vita si svolga completamente in mare, come i cetacei, il dugongo è costretto a salire a galla periodicamente per prendere aria; dopo l'inspirazione, però, la maggior parte dell'ossigeno non viene fissato nell'emoglobina del sangue come accade nei mammiferi terrestri, ma nella mioglobina dei muscoli: questa caratteristica, presente in molti altri mammiferi marini, gli permette di evitare embolie durante la risalita e di restare sott'acqua per tempi molto lunghi.

## Biologia

### Comportamento
I dugonghi sono animali sociali, estremamente pigri, che amano poltrire per ore ed ore durante la giornata, galleggiando immersi nell’acqua. Spesso vivono anche in gruppi, composti da tre o quattro simili, nei quali può essere presente anche più di un maschio.

### Alimentazione
Il dugongo è un mammifero erbivoro marino, uno dei pochi esistenti; per questo motivo la sua dieta è basata esclusivamente sulle piante marine (della famiglia Potamogetonaceae, anche se non disdegna le Hydrocharitaceae e le Cymodoceaceae), che è solito brucare nelle acque più basse, dove i predatori (come ad esempio gli squali) non si avventurano quasi mai. Analisi effettuate sulle feci di questi grossi animali hanno spesso rilevato la presenza di piccoli invertebrati; è plausibile che siano involontariamente inghiottiti durante il "pascolo acquatico" delle piante.  L'alimentazione è l'attività cui il dugongo si dedica maggiormente durante la giornata: può arrivare infatti a mangiare ben 30kg di piante acquatiche al giorno e per agevolarsi il dugongo adopera le sue muscolose "labbra", molto utili per strappare le foglie dal fondale, e le pinne anteriori, che usa quasi come mani per reggere il cibo.

### Riproduzione
Raggiungono la fertilità sessuale fra gli 8 ed i 18 anni. L'accoppiamento è un'operazione molto lunga e lenta, che può durare anche diverse ore. Dopo una gestazione di dodici mesi la femmina partorisce un solo cucciolo, che viene aiutato dalla madre a salire in superficie per il primo respiro. La madre provvede anche ad allattarlo, sempre adoperando le pinne anteriori come braccia per mantenere il piccolo vicino a sé.
Spesso la scelta del partner avviene secondo un rituale per il quale più maschi si contendono, lottando, la stessa femmina; è stato però documentato anche un comportamento differente, per cui un gran numero di individui maschi si reca in un'unica zona, e le femmine scelgono liberamente con chi accoppiarsi. Durante questo periodo i dugonghi maschi, solitamente non molto territoriali, divengono estremamente aggressivi, al punto che anche per un essere umano può essere pericoloso avvicinarli o stare nei pressi.

## Distribuzione e habitat
Il dugongo è diffuso oramai solamente nell'Oceano Indiano, all'estremità occidentale di quello Pacifico, in corrispondenza di particolari gruppi di isole equatoriali e tropicali come l'Australia, l'Indonesia, la Thailandia (in particolare nel mare nelle Andamane nell'arcipelago di Trang; spesso avvistato nei pressi dell'isola di Koh Libong)  o lo Sri Lanka, e nel Mar Rosso. Un piccolo gruppo di dugonghi sopravvissuti viveva ancora pure nei mari del sud-est della Cina, e sforzi sono stati fatti per tentare di proteggerlo e preservare o ricostituire il loro habitat.
I luoghi in cui la densità della popolazione di dugonghi sembra esser rimasta massima è sulle coste settentrionali australiane e sulle sponde egiziane del Mar Rosso; negli altri stati i dugonghi sono invece una specie rara, raggiungendo al massimo i 100 individui a nazione: basti pensare che il Kenya, luogo dove una volta i dugonghi abbondavano, conta ad oggi una popolazione totale di soli 6 individui. Anche nelle poco conosciute isole giapponesi Ryūkyū, habitat da millenni di questi animali, la situazione è tragica, così come attorno all'isola di Okinawa, dove risiederebbero solo 3 individui, ed in Madagascar e nelle isole al largo della costa orientale africana.

## Conservazione
La Lista rossa IUCN classifica Dugong dugon come vulnerabile.

## Storia e leggende

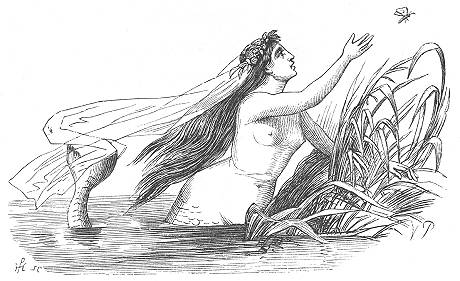
I dugonghi sono stati a lungo scambiati per le sirene della mitologia (nell'immagine).

Il più antico resto di dugongo, risalente a 6000 anni fa, si trova nelle Akab Island (Umm al Qaywayn, Emirati Arabi Uniti, Jousse 1999).
L'analisi dell'animale ci ha rivelato che esso è stato lasciato a lungo invariato nell'evoluzione: esiste una sola specie di dugongo, il D. dugon, ma non è sempre stato così: fino al XVIII secolo, infatti, ne era esistita una seconda, l'Hydrodamalis gigas, la ritina o "vacca di mare di Steller", poi estintasi per l'eccessiva caccia da parte dalle popolazioni locali e dai colonizzatori europei all'inizio del Settecento. L'unica esistente specie di dugongo sopravvissuta è dunque considerata protetta, malgrado la caccia abusiva o la pesca disattenta ed incurante ne stiano lentamente causando la notevole (sperando non completa) estinzione.
In alcuni altri stati, specialmente appartenenti al sud-est asiatico, si sono create diverse leggende sui dugonghi: alcune culture lo vogliono portatore di sfortuna, mentre altre ritengono la sua presenza di buon augurio. Esse credevano infatti che le lacrime del dugongo funzionassero come una magica pozione amorosa.  Ci furono civiltà infine, sempre in quei luoghi (specialmente appartenenti alle isole Filippine), che utilizzavano invece le sue ossa per fabbricare amuleti contro la sorte avversa.
Apparve anche negli scritti: precisamente in un capitolo di Ventimila leghe sotto i mari, ambientato nel mar Rosso, e anche nel capitolo XVI de L'isola misteriosa.

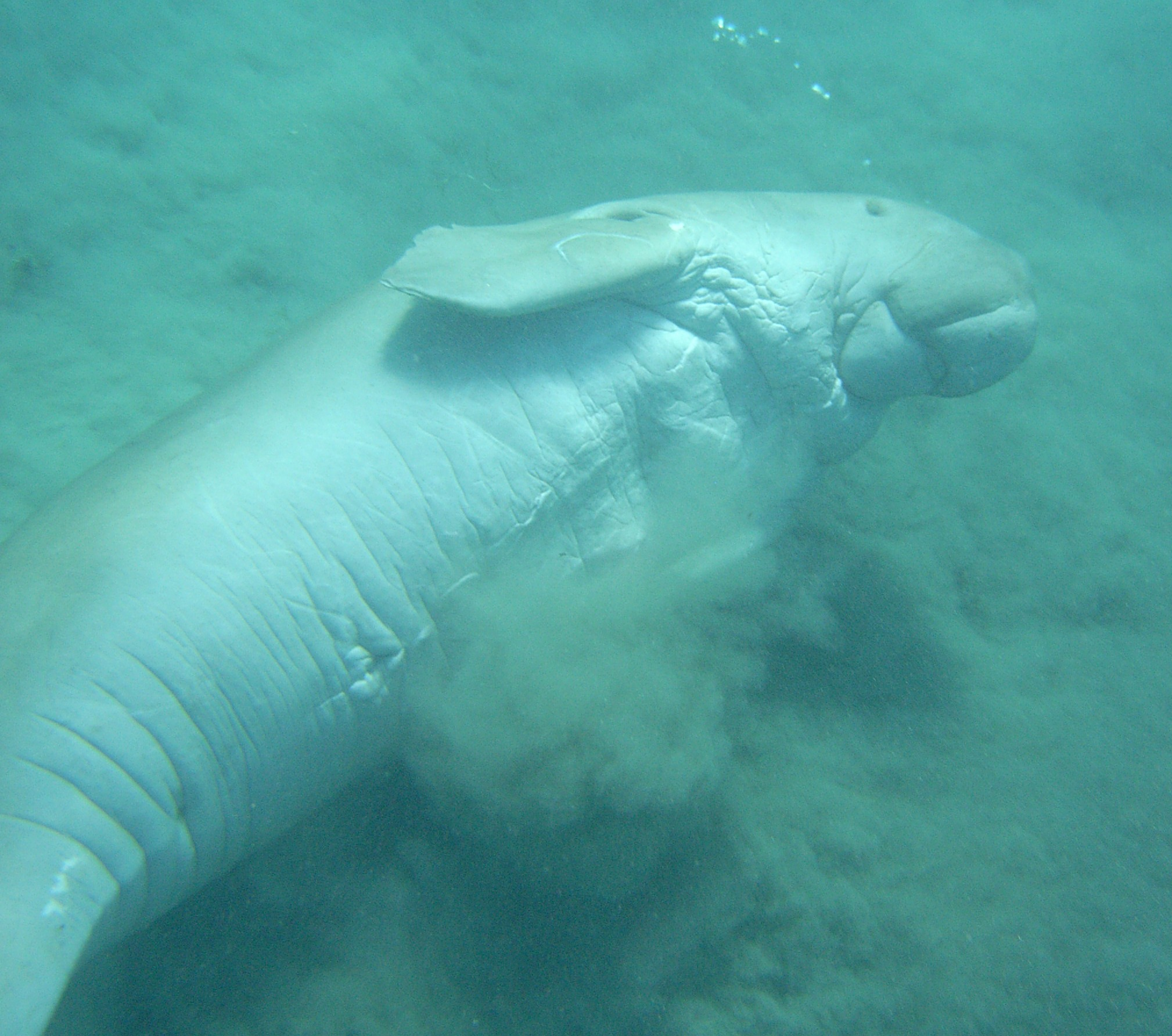
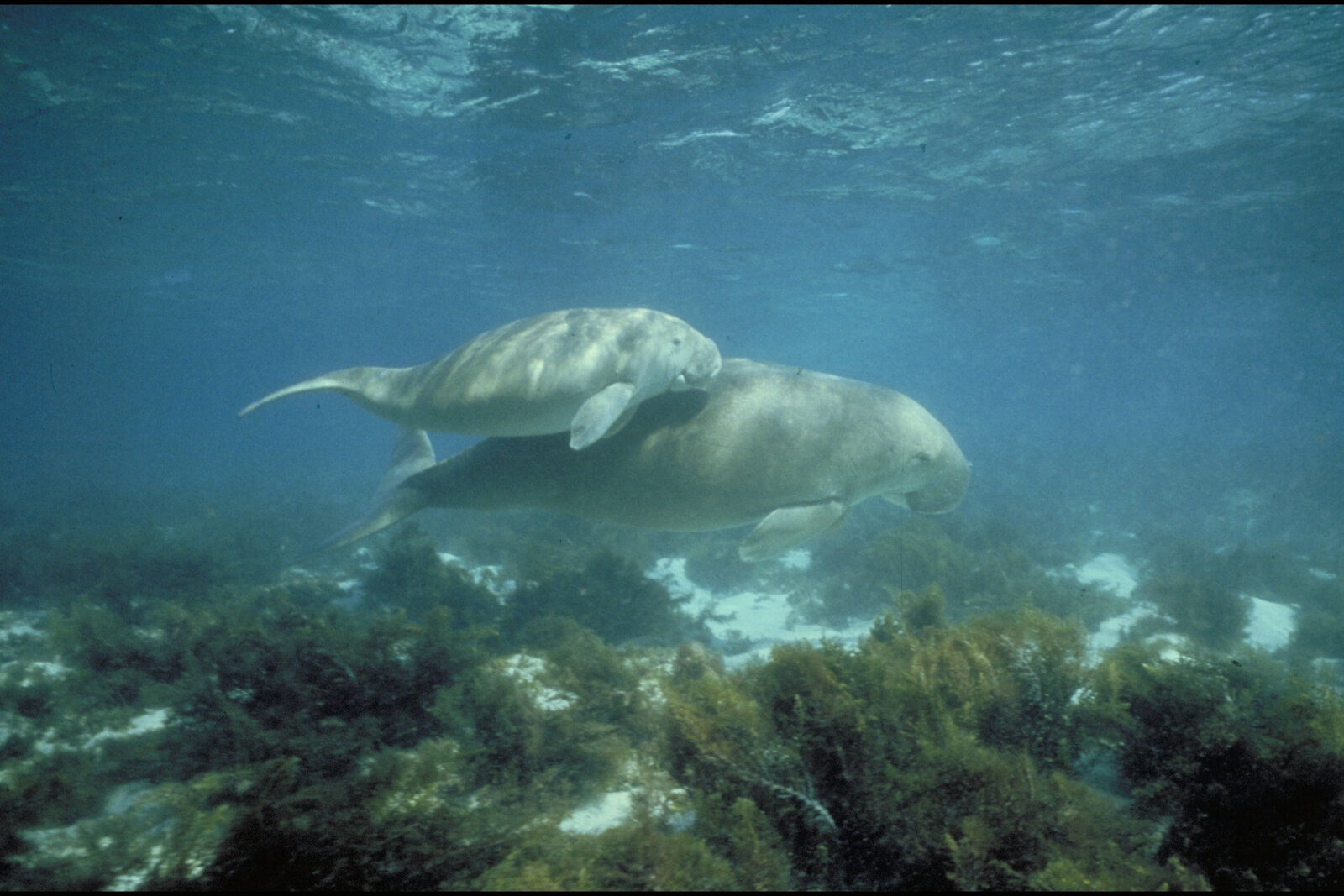